# Michael Nairn (Unternehmer, 1874)
Sir Michael Nairn, 2. Baronet (* 19. Februar 1874 in Kirkcaldy; † 24. September 1952 in Elie and Earlsferry, Schottland), war ein schottischer Geschäftsmann und Produzent von Bodenbelägen.

## Leben und Werk
Michael Nairn war der Sohn von Sir Michael Barker Nairn, 1. Baronet, und dessen Frau Emily Frances († 1939). Er wurde 1874 im schottischen Kirkcaldy geboren, in dem sein Vater ein Unternehmen zur Produktion von Bodenbelägen und mehrere Baumwollwebereien betrieb, die er weiter ausbaute. Er wurde an der Edinburgh Academy, der Sherborne School und der Universität Marburg ausgebildet und stieg in die Firma seines Vaters 1895 ein. Dort wurde er Direktor im Jahr 1899. Im Jahr 1901 heiratete er Mildred Margaret († 1953), mit der er einen Sohn und vier Töchter hatte. 1909 wurde er Leiter des Managements des Unternehmens, das zu diesem Zeitpunkt bereits eines der wichtigsten Unternehmen zur Herstellung von Linoleum war. 1915 erbte er beim Tod seines Vaters dessen Adelstitel als Baronet, of Rankeilour and Dysart House.
Im Jahr 1922 übernahm Nairn die Firma von Frederick Walton in Greenwich und gründete Michael Nairn and Greenwich Ltd., in welcher Einlagelinoleum produziert wurde. Michael Nairn wurde Geschäftsführer dieser Holding, während sein Onkel John Nairn die Mutterfirma leitete. Nach dessen Tod 1928 wurde er auch Geschäftsführer von Michael Nairn & Co. Ltd. Kirkcaldy. Die Produktion wurde international ausgebaut und 1927 entstand die erste Fabrik von Michael Nairn in Australien, zudem eröffnete er im gleichen Jahr die erste britische Herstellungsfirma für Congoleum in Kirkcaldy. Die von seinem Vater gegründete Warenhauskette expandierte ebenfalls und eröffnete unter seiner Leitung weitere Filialen in Birmingham und Bristol.
Während des Zweiten Weltkriegs produzierte Nairn eine Reihe von Produkten für die britische Rüstungsindustrie, darunter Schutzanzüge gegen Senfgas und Treibstofftanks für den Handley Page Halifax, einen Bomber der britischen Armee. Im Januar 1952 trat er von seinen Ämtern als Geschäftsführer beider Unternehmen zurück, am 24. September desselben Jahres starb er in seinem Haus in Elie and Earlsferry. Seinen Adelstitel erbte sein Sohn Michael George Nairn (1911–1984) als 3. Baronet.

### Gesellschaftliches Engagement
Wie sein Vater unterstützte auch Michael Nairn die Stadt Kirkcaldy mit Spenden. So stellte er 1929 das Grundstück des Dysart House sowie Ravenscraig Castle der Stadt als öffentlichen Park zur Verfügung.